# Asachironomus tobasextus
Asachironomus tobasextus är en tvåvingeart som beskrevs av Akio Kikuchi och Sasa 1990. Asachironomus tobasextus ingår i släktet Asachironomus och familjen fjädermyggor. Inga underarter finns listade i Catalogue of Life.